# Paradorydium insularis
Paradorydium insularis är en insektsart som beskrevs av Evans 1966. Paradorydium insularis ingår i släktet Paradorydium och familjen dvärgstritar. Inga underarter finns listade i Catalogue of Life.